# Додер, Душко
Душко Додер (22 июля 1937 — 10 сентября 2024) — американский писатель, журналист, работал в The Washington Post с 1970 по 1985 год, был главой московского бюро с 1981 по 1985 год, корреспондент US News & World Report в Пекине. Его карьера была навсегда испорчена в 1992 году после того, как Time опубликовал безосновательные обвинения в его адрес в сотрудничестве с КГБ, за которые газета принесла извинения четыре года спустя и выплатила компенсацию.

## Биография
Душко Додер родился в Сараево 22 июля 1937 года в семье Васо Додера и Марии (урожденной Гюрху). Додер вырос в Югославии, пережив нацистское вторжение в Югославию и авторитарную Социалистическую Федеративную Республику Югославию , возникшую после Второй мировой войны. Душко выучил английский язык, слушая британские и американские радиопередачи и провёл одно лето в Великобритании. Во время учёбы в средней школы писал статьи для югославской газеты.
Когда отец отправил Душко в Вену учиться в медицинскую школу, он устроился на работу в пресс-клуб, где познакомился с репортёром Associated Press Клайдом Фарнсвортом, своим будущим наставником, который оплатил переезд Додера в США. Семья Фарнсворта предоставила Додеру возможность жить у них, тогда же он поступил в Университет Вашингтона в Сент-Луисе.
В 1962 году Душко Додер окончил Университет Вашингтона в Сент-Луисе и поступил в аспирантуру Колумбийского университета в Нью-Йорке, получив степень магистра журналистики и международных исследований.
После окончания университета Додер работал репортёром в Associated Press в Нью-Гэмпшире и Олбани (штат Нью-Йорк). В 1968 году Додеру было предложено сотрудничество с United Press International, и он приступил к работе в московском бюро агентства. Спустя два года, в 1970-м, Додер был принят на работу в газету The Washington Post в качестве корреспондента в Канаде. Три года спустя редакция предложила ему занять должность в белградском бюро, где он занимался освещением событий в странах Восточной Европы, включая его историческую родину — Югославию. В 1978 году Додером была опубликована первая книга под названием «Югославы».
В 1981 году Додер возглавил московское бюро газеты The Washington Post. За время своей работы в Москве он сумел создать широкую сеть контактов и источников, опираясь на своё знание славянской и советской культуры, а также владение русским языком. В феврале 1984 года, заметив, что в здании Министерства обороны СССР горят сотни окон, а классическая музыка сменилась на радио и телевидении, Додер сделал вывод, что Юрий Андропов, занимавший тогда пост лидера Советского Союза, серьёзно болен или умер. Это предположение позволило газете опубликовать материал о кончине Андропова 10 февраля 1984 года, ещё до официального объявления Кремля, которое последовало позже в тот же день.
В 1985 году Додер покинул Москву, после чего взял перерыв в работе в The Washington Post. В 1986 году он опубликовал свою вторую книгу под названием «Тени и шёпоты: Политика власти внутри Кремля от Брежнева до Горбачёва». В 1987 году Додер ушёл из Washington Post. С 1987 по 1990 год Додер работал в журнале U.S. News & World Report, будучи корреспондентом в Пекине, где освещал протесты на площади Тяньаньмэнь в 1989 году. В 1990-е годы Додер вернулся в Белград, где писал для различных изданий о политических и социальных изменениях, происходивших в процессе распада Югославии.
В 1992 году журнал Time опубликовал материал, в котором советский перебежчик и бывший полковник КГБ Виталий Юрченко утверждал, что успех Додера в Москве объяснялся связями с КГБ. Расследования ФБР, Службы внешней разведки России и The Washington Post не обнаружили доказательств этих утверждений, и издание продолжало публично защищать Додера. Находившийся в то время в Югославии Додер подал иск о клевете против журнала Time в Великобритании в 1993 году. В ходе судебных разбирательств Додер продал свой дом, чтобы покрыть расходы. В 1996 году Time принес извинения Додеру и выплатил ему компенсацию в размере 262 тысяч долларов. Однако карьера Додера так и не полностью восстановилась после этих обвинений. В 2011 году Додер опубликовал роман «Дело “Жар-птица”», а в 2021 году совместно с женой Луизой Брэнсон выпустил мемуары под названием «Неудобный журналист».

## Личная жизнь
Додер был женат дважды. От первого брака с Карин Веберг Расмуссен у него родился сын, пара развелась в начале 1980-х годов. В 1989 году он женился на британской журналистке Луизе Брэнсон, в этом браке у них родились двое сыновей. До 2020 года Додер и Брэнсон жили в Северной Вирджинии, после чего они переехали в Таиланд. Додер скончался от деменции с тельцами Леви в Чиангмае 10 сентября 2024 года в возрасте 87 лет.